# Roztwarzanie
Roztwarzanie (rozpuszczanie chemiczne) – zjawisko chemiczne polegające na przechodzeniu substancji stałej do roztworu, połączone z reakcją tej substancji z rozpuszczalnikiem lub innym składnikiem roztworu.
Przykładowym procesem jest roztwarzanie żelaza w kwasie solnym.
Optycznie zjawisko jest podobne do rozpuszczania fizycznego (stopniowe przechodzenie żelaza do roztworu – stopniowe ubywanie widocznej masy żelaza), jednak przyczyną tego stanu jest reakcja:
Fe + 2HCl → FeCl2 (rozp) + H2↑
Cechą różniącą rozpuszczanie chemiczne od rozpuszczania fizycznego jest to, iż odparowując rozpuszczalnik nie uzyska się produktu wyjściowego, a jedynie produkt reakcji.